# Натюрморт із білим павичем
Натюрморт із білим павичем  (нім. Der weiße Pfau) — одна з найкращих декоративних композицій, створених голландським художником Яном Веніксом. Декоративні якості твору вивчають студенти Віденської академії образотворчих мистецтв, в галереї якої зберігається картина.
Велике за розмірами полотно зображує куточок розкішного саду бароко з фонтаном та скульптурами, з парковим павільйоном класичної архітектури. Ще одним нагадуванням аристократичного саду є горщик з субтропічною рослиною та павич. Саме ці три складові частини натюрморту (сад бароко, горщик з субтропічною рослиною, павич) показують, як далеко від демократичних традицій відійшов художник . Твір нічим не нагадує натюрморти початку XVII ст. з зображенням простого глиняного посуду, столу без скатертин та оселедців, що вважалися їжею для бідних мешканців Голландії, серед яких були і колеги Венікса:
- Пітер Клас
- Абрахам ван Бейєрен
- Філіпс ван Ангел
- Віллєм Калф.

На зацікавленість аристократичного поціновувача мистецтв розраховане і майстерне зображення саду, і мисливських трофеїв, і незвичний птах — альбінос — чисто білий павич. Полотно належить до пізнього періоду творчості художника, що створив незвичну і добре опрацьовану колористичну гаму — білого з оливково-зеленим. Мистецька якість полотна від цього зросла, що і спонукало до передачі картини до Віденської академії образотворчих мистецтв, де вона — навчальний посібник для майбутніх художників.